# 17250 Genelucas
17250 Genelucas este un asteroid din centura principală de asteroizi.

## Descriere
17250 Genelucas este un asteroid din centura principală de asteroizi. A fost descoperit pe 11 aprilie 2000 la Fountain Hills (Arizona) de Charles W. Juels. Asteroidul prezintă o orbită caracterizată de o semiaxă mare de 2,81 ua, o excentricitate de 0,16 și o înclinație de 2,0° în raport cu ecliptica.